# Corades procellaria
Corades procellaria är en fjärilsart som beskrevs av Otto Thieme 1906. Corades procellaria ingår i släktet Corades och familjen praktfjärilar. Inga underarter finns listade i Catalogue of Life.